# Miguel António do Amaral
Miguel António do Amaral (1710 - 1780) foi um pintor e professor de desenho português.

## Obras

### Colecção Régia
No Salão Nobre dos Paços do Concelho da Moita, encontra-se uma Colecção de retratos dos reis de Portugal, do artista Miguel António do Amaral. A coleção é constituída por vinte e seis telas: Conde D. Henrique; D. Afonso Henriques; D. Sancho I; D. Afonso II; D. Sancho II; D. Afonso III; D. Dinis; D. Afonso IV; D. Pedro I; D. Fernando; D. João I; D. Duarte; D. Afonso V; D. João II; D. Manuel I; D. João III; D. Sebastião; Cardeal D. Henrique; D. Filipe II; D. Filipe III; D. Afonso VI; D. Pedro II; D. João V; D. José; D. João VI e Dona Carlota Joaquina.
Miguel António do Amaral só pintou até ao quadro de D. José, reinado em que faleceu, não sendo as telas de D. João VI e Dona Carlota Joaquina da sua autoria. A encomenda da série régia foi feita pelo Mosteiro de Alcobaça a Miguel António do Amaral. O autor baseou-se em estampas com reproduções de outros pintores, um expediente muito utilizado nos séculos XVII e XVIII, em consequência da necessidade de se produzirem obras baratas e rápidas.
São as vestes que marcam as figuras, com o peso e as dobras dos tecidos pintados em fundo escuro isento de adereços, com exceção da tela referente a D. Afonso Henriques, em cujo fundo se apresenta pintada a fachada gótica do Mosteiro de Alcobaça.
Outro aspeto a salientar na história desta coleção régia foi a sua transferência da Sala dos Reis do Mosteiro para o Depósito da Academia Real de Belas Artes de Lisboa, com a supressão das ordens religiosas em 1834. Na segunda metade do século XIX, e por intervenção de um proprietário do concelho da Moita, Salvador José Castanha, foi possível a aquisição deste ciclo de telas sobre os monarcas portugueses. A portaria de 17 de Agosto de 1874, assinada pelo ministro do Reino de Fontes Pereira de Melo, autoriza a sua concessão à Câmara da Moita, com o objetivo de “adornar o Salão Nobre dos Paços do Concelho”.

### Outras obras
Existe um retrato de Mariana Vitória, da sua autoria, que pertence à coleção do Museu Hermitage. Bem como um retrato de Luís de Albuquerque na Casa da Ínsua.